# Закоп
Зако́п — посёлок в составе Хворостянского сельского поселения Новосильского района Орловской области России. Основан в послереволюционное советское время в 1925 году, имеет одну улицу — Ломовская.

## География
Располагается в относительно равнинной местности в 24 км северо-западнее районного административного центра — Новосиля, на опушке большого лесного массива — «Ломовского леса», в километре от речки Колпёнки, в 3 км от автодороги Новосиль — Хворостянка — Корсаково.

## Описание
Посёлок был образован в 1925 году переселенцами из села Кирики. В 1926 году в посёлке насчитывалось 20 крестьянских хозяйств. Первоначально имел название «Закон Пионера», затем, вероятно в результате ошибки в написании, превратился в «Закоп-Пионеры», в просторечии назывался посёлок «Кирики-Закоп» и даже «Шейновский», а утвердилось и прижилось название просто «Закоп».
23 ноября 1966 года вместе с деревней Новые Кирики был официально объединён в село Кирики, но 20 июня 1969 года и Закоп, и Новые Кирики восстановлены в составе Хворостянского сельского совета, как ошибочно объединённые.

## Население
| Годы      | 1926 | 2000 | 2010 |
| --------- | ---- | ---- | ---- |
| Население | 111  | 9    | 1    |